# Lekkoatletyka na Letnich Igrzyskach Olimpijskich 1984 – bieg na 10 000 m mężczyzn
Bieg na 10 000 metrów mężczyzn podczas XXIII Letnich Igrzysk Olimpijskich w Los Angeles rozegrano 3 (eliminacje) i 6 sierpnia 1984 (finał) na stadionie Los Angeles Memorial Coliseum. Zwycięzcą został reprezentant Włoch Alberto Cova.
Reprezentant Finlandii Martti Vainio, który pierwotnie zajął 2. miejsce w finale, został zdyskwalifikowany, a jego wyniki anulowane, z powodu wykrycia u niego dopingu (sterydów anabolicznych), który został wykazany w próbkach pobranych po biegu finałowym.

## Rekordy

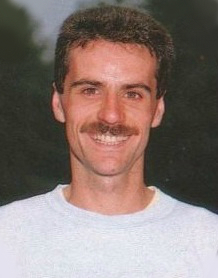
Alberto Cova

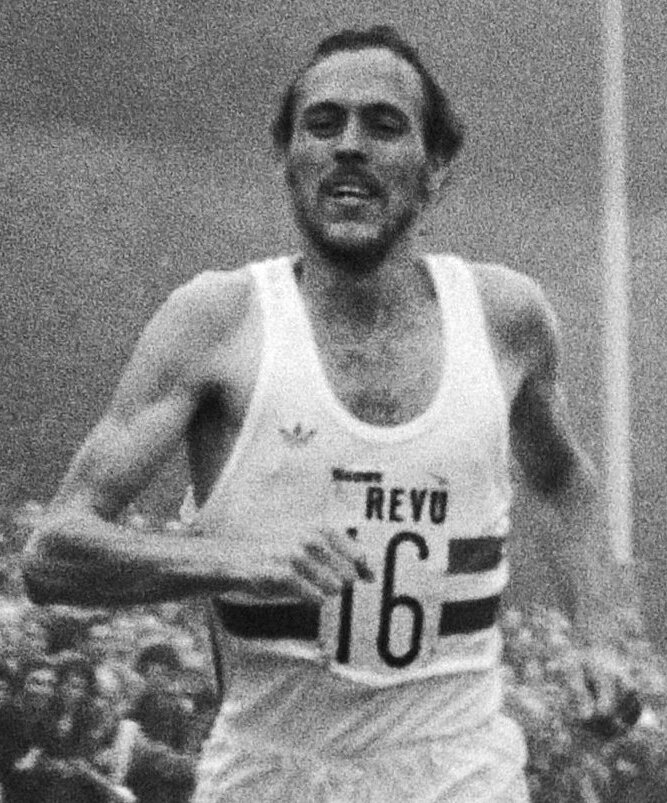
Mike McLeod

|                   | Zawodnik        | Narodowość | Czas     | Data                 | Miejsce   |
| ----------------- | --------------- | ---------- | -------- | -------------------- | --------- |
| Rekord świata     | Fernando Mamede | Portugalia | 27:13,81 | 2 lipca 1984(dts)    | Sztokholm |
| Rekord olimpijski | Lasse Virén     | Finlandia  | 27:38,35 | 3 września 1972(dts) | Monachium |

## Wyniki
| Poz. - pozycja |
| – rekord świata \| – rekord krajowy \| – rekord życiowy \| = – wyrównany rekord życiowy \| · – najlepszy wynik w sezonie \| = – wyrównany najlepszy wynik w sezonie \| – rekord olimpijski |
| Fn – falstart \| DNF – nie ukończył \| DNS – nie wystartował \| DSQ – zdyskwalifikowany |

### Eliminacje
Rozegrano trzy biegi eliminacyjne. Do finału awansowało po pięciu najlepszych zawodników z każdego biegu (Q) oraz trzech z najlepszymi czasami spośród pozostałych (q).

#### Bieg 1
| Poz. | Zawodnik           | Narodowość        | Rezultat | Uwagi |
| ---- | ------------------ | ----------------- | -------- | ----- |
| 1    | Fernando Mamede    | Portugalia        | 28:21,87 | Q     |
| 2    | Salvatore Antibo   | Włochy            | 28,22,57 | Q     |
| 3    | Michael Musyoki    | Kenia             | 28:24,24 | Q     |
| 4    | Masanari Shintaku  | Japonia           | 28:24,30 | Q     |
| 5    | Mike McLeod        | Wielka Brytania   | 28:24,92 | Q     |
| 6    | José Gómez         | Meksyk            | 28:28,50 |       |
| 7    | Omar Aguilar       | Chile             | 28:29,06 |       |
| 8    | Paul Williams      | Kanada            | 28:36,15 |       |
| 9    | Craig Virgin       | Stany Zjednoczone | 28:37,58 |       |
| 10   | José João da Silva | Brazylia          | 29:10,52 |       |
| 11   | Luis Tipán         | Ekwador           | 30:07,39 |       |
| 12   | Ibrahim Juma       | Tanzania          | 30:29,50 |       |
| 13   | Basil Kilani       | Jordania          | 30:43,54 |       |
| –    | Ramón López        | Paragwaj          | DNF      |       |
| –    | Ruddy Cornielle    | Dominikana        | DNF      |       |

#### Bieg 2
| Poz. | Zawodnik                 | Narodowość        | Rezultat | Uwagi |
| ---- | ------------------------ | ----------------- | -------- | ----- |
| 1    | Alberto Cova             | Włochy            | 28:26,10 | Q     |
| 2    | Zephaniah Ncube          | Zimbabwe          | 28:28,53 | Q     |
| 3    | Joseph Nzau              | Kenia             | 28:28,71 | Q     |
| 4    | Christoph Herle          | RFN               | 28:30,28 | Q     |
| 5    | Nick Rose                | Wielka Brytania   | 28:31,13 | Q     |
| 6    | Gidamis Shahanga         | Tanzania          | 28:42,92 |       |
| 7    | Antonio Prieto           | Hiszpania         | 28:57,78 |       |
| 8    | Martín Pitayo            | Meksyk            | 28:59,19 |       |
| 9    | Paul Cummings            | Stany Zjednoczone | 29:09,82 |       |
| 10   | Arie Gamliel             | Izrael            | 29:31,32 |       |
| 11   | Mohiddin Mohamed Kulmiye | Somalia           | 29:37,93 |       |
| 12   | Matthews Kambale         | Malawi            | 30:47,73 |       |
| 13   | Orlando Mora             | Kostaryka         | 30:49,43 |       |
| 14   | Tau John Tokwepota       | Papua-Nowa Gwinea | 31:29,14 |       |
| –    | Ali Al-Ghadi             | Jemen Północny    | DNF      |       |

#### Bieg 3
| Poz. | Zawodnik          | Narodowość        | Rezultat | Uwagi |
| ---- | ----------------- | ----------------- | -------- | ----- |
| 1    | Sosthenes Bitok   | Kenia             | 28:12,17 | Q     |
| 2    | Yutaka Kanai      | Japonia           | 28:14,67 | Q     |
| 3    | Zakariah Barie    | Tanzania          | 28:15,18 | Q     |
| 4    | Steve Jones       | Wielka Brytania   | 28:15,22 | Q     |
| 5    | John Treacy       | Irlandia          | 28:18,13 | Q     |
| 6    | Martti Vainio     | Finlandia         | 28:19,26 | q DSQ |
| 7    | Pat Porter        | Stany Zjednoczone | 28:19,94 | q     |
| 8    | Ahmed Musa Jouda  | Sudan             | 28:20,36 | q     |
| 9    | Francesco Panetta | Włochy            | 29:00,76 |       |
| 10   | Marios Kasianidis | Cypr              | 29:06,08 |       |
| 11   | Domingo Tibaduiza | Kolumbia          | 29:07,19 |       |
| 12   | Julio Gómez       | Argentyna         | 29:58,06 |       |
| 13   | Frans Ntaole      | Lesotho           | 30:18,71 |       |
| 14   | Albert Marie      | Seszele           | 32:04,11 |       |
| –    | Necdet Ayaz       | Turcja            | DNF      |       |

### Finał
| Poz. | Zawodnik          | Narodowość        | Rezultat | Uwagi |
| ---- | ----------------- | ----------------- | -------- | ----- |
| 1    | Alberto Cova      | Włochy            | 27:47,54 |       |
| 2    | Mike McLeod       | Wielka Brytania   | 28:06,22 |       |
| 3    | Michael Musyoki   | Kenia             | 28:06,46 |       |
| 4    | Salvatore Antibo  | Włochy            | 28,06,50 |       |
| 5    | Christoph Herle   | RFN               | 28:08,21 |       |
| 6    | Sosthenes Bitok   | Kenia             | 28:09,01 |       |
| 7    | Yutaka Kanai      | Japonia           | 28:27,06 |       |
| 8    | Steve Jones       | Wielka Brytania   | 28:28,08 |       |
| 9    | John Treacy       | Irlandia          | 28:28,68 |       |
| 10   | Ahmed Musa Jouda  | Sudan             | 28:29,43 |       |
| 11   | Zephaniah Ncube   | Zimbabwe          | 28:31,61 |       |
| 12   | Nick Rose         | Szwecja           | 28:31,73 |       |
| 13   | Zakariah Barie    | Tanzania          | 28:32,28 |       |
| 14   | Joseph Nzau       | Kenia             | 28:32,57 |       |
| 15   | Pat Porter        | Stany Zjednoczone | 28:34,59 |       |
| 16   | Masanari Shintaku | Japonia           | 28:55,54 |       |
| –    | Fernando Mamede   | Portugalia        | DNF      |       |
| 2    | Martti Vainio     | Finlandia         | 27:51,10 | DSQ   |